# Station Avnbøl
Station Avnbøl is een voormalig station in Avnbøl in het zuiden van Denemarken. Het station werd geopend in 1901 tegelijk met de opening van de spoorlijn tussen Sønderborg en Tinglev.
In 1965 werd het station gedegradeerd tot halte. Toen er geen geld beschikbaar werd gesteld voor het aanwezige wissel, werd besloten om in 1974 de halteplaats te sluiten.
Het oorspronkelijke stationsgebouw is behouden gebleven.
0,0: Sønderborg ·
3,8: Ragebøl ·
6,6: Vester Sottrup ·
10,2: Avnbøl ·
13,8: Adsbøl ·
16,3: Gråsten ·	
19,9: Rinkenæs · 
24,0: Tørsbøl · 	
28,0: Lundtoft ·
32,0: Kliplev ·
36,0: Bjerndrup ·
41,2: Tinglev